# Gitti Hauser
Brigitte Hauser detta Gitti (7 giugno 1955) è un'ex sciatrice alpina austriaca, vincitrice della Coppa Europa nel 1976.

## Biografia
Sciatrice polivalente originaria di Zell am Ziller e sorella di Gabi e Thomas, a loro volta sciatori alpini, Gitti Hauser conquistò il primo risultato in carriera agli Europei juniores di Ruhpolding 1973, dove vinse la medaglia d'argento nello slalom gigante; in quella stessa stagione 1972-1973 in Coppa Europa fu 2ª nella classifica di slalom gigante e ottenne l'unico piazzamento a punti in Coppa del Mondo, il 22 marzo 1973 a Heavenly Valley in slalom speciale (9ª). Nella stagione 1975-1976 vinse sia la Coppa Europa generale, sia la classifica di discesa libera, suoi ultimi risultati agonistici; non prese parte a rassegne olimpiche e non ottenne piazzamenti ai Campionati mondiali.

## Palmarès

### Europei juniores
- 1 medaglia[2]:
  - 1 argento (slalom gigante a Ruhpolding 1973)

### Coppa del Mondo
- Miglior piazzamento in classifica generale: 43ª nel 1973

### Coppa Europa
- Vincitrice della Coppa Europa nel 1976[1]
- Vincitrice della classifica di discesa libera nel 1976[1]
- 5 podi:
  -  2 vittorie[senza fonte]

#### Coppa Europa - vittorie
| Stagione | Località     | Paese          | Specialità |
| -------- | ------------ | -------------- | ---------- |
| 1973     | Vysoké Tatry | Cecoslovacchia | SL         |
| 1973     | Vysoké Tatry | Cecoslovacchia | SL         |

Legenda:

SL = slalom speciale